# Krischan der Große
Die Krischan der Große war ein sogenannter Flakträger der Luftwaffe im Zweiten Weltkrieg. Das Schiff wurde als Flakträger bezeichnet, da die Luftwaffe es damit von den Flakschiffen der Kriegsmarine unterscheiden wollte. (Die in der einschlägigen Literatur und auf Webseiten manchmal auch zu findende Bezeichnung Flusi 1 (Flugsicherungsschiff 1) scheint auf einer Verwechslung mit dem ersten Flugsicherungsschiff der Luftwaffe, der Krischan, zu beruhen.)

## Konzept, Bau und Technische Daten
Das Reichsluftfahrtministerium bestellte das Schiff, als Versuchs-Prototyp, im Rahmen der Planung zur Invasion Englands (Unternehmen Seelöwe) im Jahre 1940. Das Konzept sah ein einfaches kleines Fahrzeug vor, das mit seiner starken Flugabwehrbewaffnung den Luftraum über dem Ärmelkanal und entlang der niederländischen und französischen Küste kontrollieren und insbesondere Tieffliegerangriffe abwehren sollte. Bei der Entwicklung blieben jedoch einige wichtige Aspekte unbeachtet, die bei der späteren Erprobung durch den „Admiral der Seebefehlsstelle Swinemünde für Geschützversuche“ so negativ ins Gewicht fielen, dass man vom Bau der ursprünglich geplanten 100 Nachbauten absah. Ein Problem war, dass die Waffen – wie bei Landwaffen üblich – nur über zwei Bewegungsachsen verfügten, was beim Betrieb auf See erhebliche Schwierigkeiten verursachte. Auch hatte man keine Möglichkeit vorgesehen, die zum Antrieb verwendeten Flugzeugmaschinen zu drosseln; daher mussten Anlegemanöver mit hoher Fahrstufe durchgeführt werden, was sich als überaus kompliziert und beschädigungsträchtig erwies.
Das Schiff wurde im Herbst 1940 in der Werft Rotterdamsche Droogdok mit der Baunummer 242 auf Kiel gelegt, lief 1941 vom Stapel und wurde am 19. November 1942 in Dienst gestellt. Es war 38,5 m lang und 5,90 m breit und hatte 1,50 m Tiefgang. Die Wasserverdrängung betrug 112 t. Drei benzingetriebene Flugzeugmotoren von BMW mit zusammen etwa 2000 PS ermöglichten über drei Wellen und Schrauben eine Höchstgeschwindigkeit von 19 Knoten. Die Reichweite betrug 860 Seemeilen. Die Maschinen wurden wegen der hohen Brandgefahr des Treibstoffs nach einiger Zeit durch Dieselmotoren ersetzt.
Die Bewaffnung des Schiffs bestand ursprünglich aus zwei 8,8-cm-Flak (eine auf der Back, eine auf dem Achterdeck), einer 37-mm-Einzel-Flak vor dem Brückenhaus, und einem 20-mm-Flak-Vierling hinter dem Brückenhaus sowie mehreren Wasserbomben. Die achtere 8,8-cm-Flak wurde 1943 durch einen zweiten 20-mm-Flak-Vierling ersetzt.

## Verbleib
Das Schiff wurde am 24. Februar 1944 durch britische Bomber westlich von Bergen aan Zee versenkt; 11 Besatzungsmitglieder kamen dabei ums Leben.